# 石栏镇
雅桥乡，是中华人民共和国湖南省湘西土家族苗族自治州花垣县下辖的一个乡镇级行政单位。

## 行政区划
雅桥乡下辖以下地区：
大兴村、油麻村、堡楼村、田塘村、朋岩村、三塘村、排乍村、岩科村和猫儿坡村。